# Ndebeles

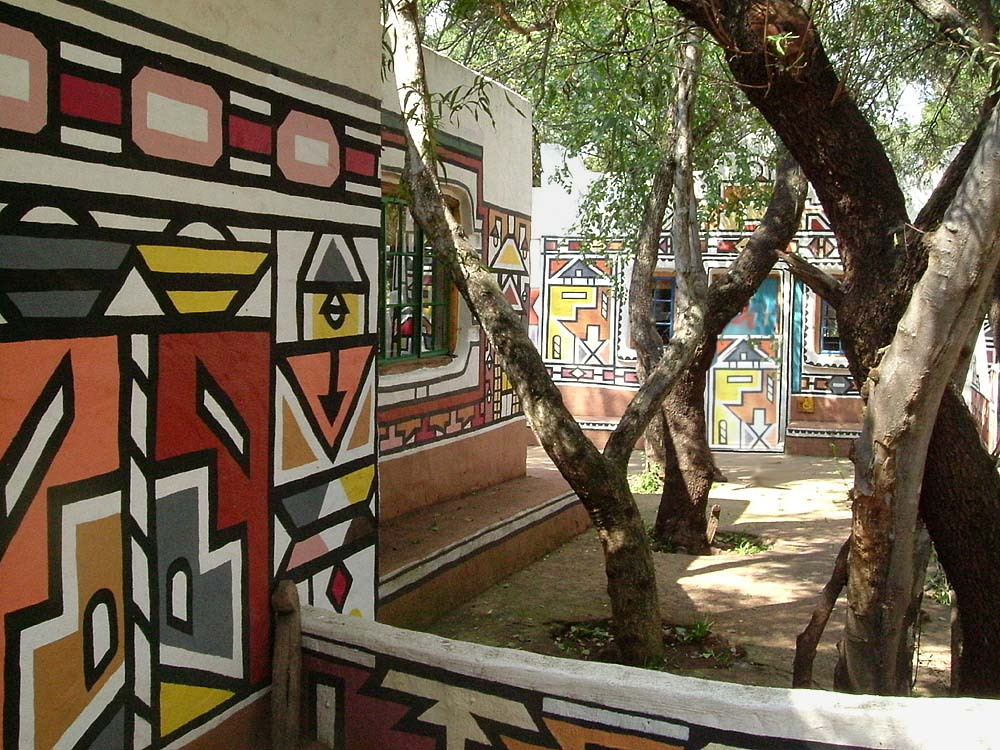
Decoració tradicional dels ndebele

Els ndebeles són una ètnia conformada per tres grups tribals que viuen a Sud-àfrica i Zimbàbue:
- Els ndebeles de la regió de Transvaal Sud, que viuen al voltant de Bronkhorstspruit.
- Els ndebeles de Transvaal Nord, els qui viuen principalment a la província de Limpopo, al voltant dels pobles de Mokopane (Potgietersrus) i Polokwane (Pietersburg).
- Els ndebeles de Zimbàbue, també anomenats matabeles.[2]

Tots els ndebeles parlaven originalment la seva pròpia llengua. No obstant això, recentment els ndebeles de Transvaal Nord han anat adoptant la llengua dels seus veïns basotho i tsuana. La religió que practiquen és cristianisme barrejat amb animisme.
El 1995 el nombre total de ndebeles s'estimava en 588.000 persones.